# 한정우 (축구 선수)
한정우(1998년 12월 26일 ~ )는 대한민국의 축구 선수이다. 포지션은 공격수이다. 드리블과 개인기, 체력이 뛰어난 선수이다.

## 클럽 경력
2019시즌을 앞두고 한정우는 K리그1의 경남 FC에 입단했다. 하지만 경남에 입단하자마자 카자흐스탄 프리미어리그의 FC 카이라트로 이적했다. 2019년 3월 3일에 열린 카자흐스탄 슈퍼컵 FC 아스타나와 경기에 선발 출전하면서 프로 데뷔전을 치렀다. 한정우는 2019시즌 총 6경기 출전의 기록을 남겼다.
2020시즌을 앞두고 K리그2의 수원 FC에 입단했다.
2021년 3월, 리그 오브 아일랜드 프리미어 디비전의 던도크 FC에 입단했다.

## 국가대표팀 경력
2016년 6월 3일 열린 잉글랜드 U-18 축구 국가대표팀과의 경기에서 대한민국 U-20 대표팀 데뷔전을 치렀다.
이후 카자흐스탄에 진출한 이후인 2019년 10월 11일 우즈베키스탄 U-23 축구 국가대표팀과의 경기에서 U-23 대표팀 데뷔전을 치렀다.